# Tintury
Tintury ist eine französische Gemeinde mit 161 Einwohnern (Stand 1. Januar 2022) im  Département Nièvre in der Region Bourgogne-Franche-Comté (vor 2016 Bourgogne). Sie gehört zum Arrondissement Château-Chinon (Ville) und zum Kanton Château-Chinon (bis 2015 Châtillon-en-Bazois). 

## Geographie
Tintury liegt etwa 32 Kilometer ostnordöstlich von Nevers in den Ausläufern des Morvan und am Fluss Canne. Umgeben wird Tintury von den Nachbargemeinden Rouy im Norden und Nordwesten, Alluy im Norden und Nordosten, Biches im Osten, Fertrève im Süden sowie Frasnay-Reugny im Westen.

## Bevölkerungsentwicklung
| Jahr                       | 1962 | 1968 | 1975 | 1982 | 1990 | 1999 | 2006 | 2011 | 2016 |
| -------------------------- | ---- | ---- | ---- | ---- | ---- | ---- | ---- | ---- | ---- |
| Einwohner                  | 377  | 352  | 273  | 224  | 200  | 194  | 209  | 196  | 186  |
| Quellen: Cassini und INSEE |      |      |      |      |      |      |      |      |      |

## Sehenswürdigkeiten
- Kirche Saint-Fiacre

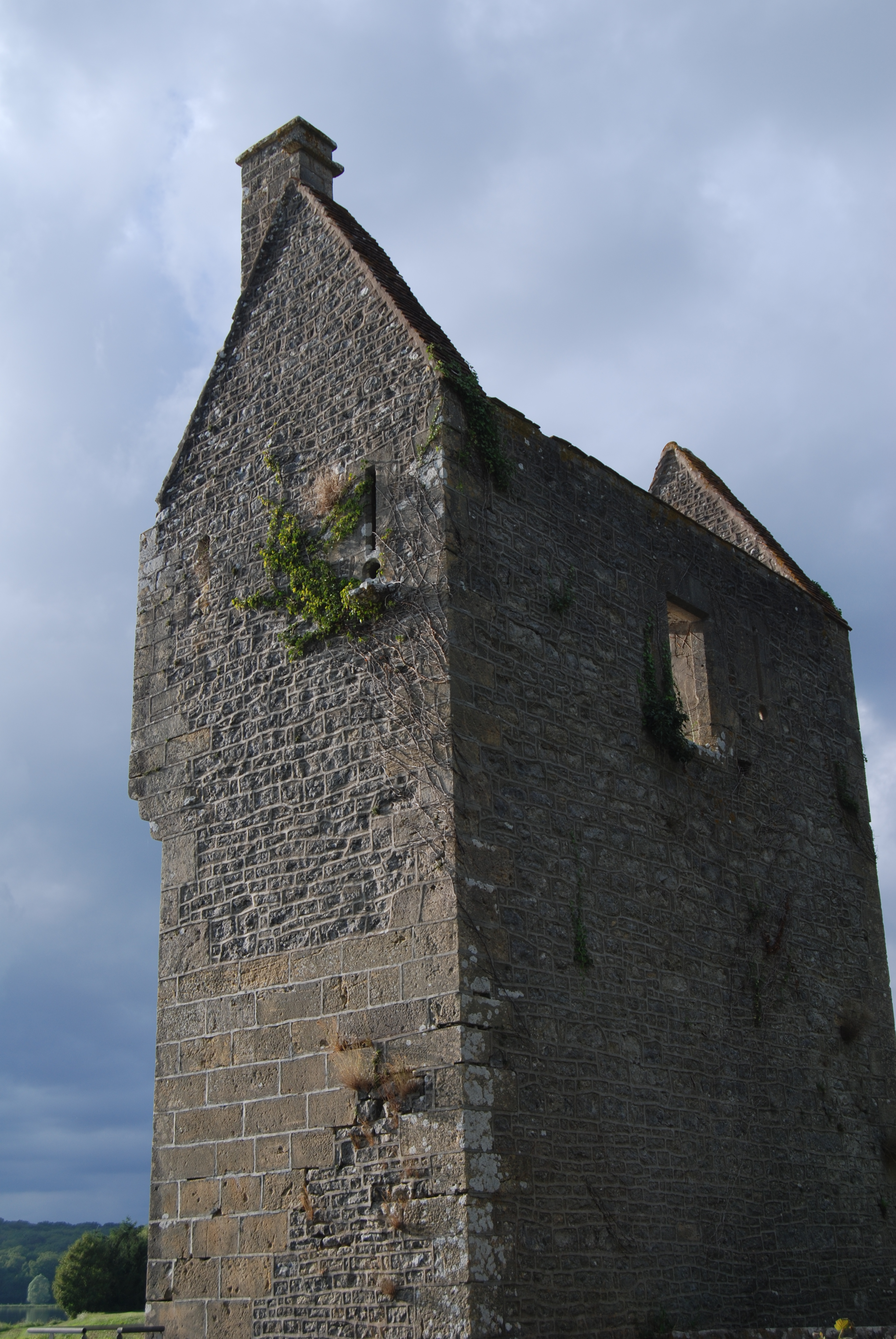
Herrenhaus von Fleury-la-Tour

- Ruine des Herrenhauses von Fleury-la-Tour